# 城野站 (北九州高速鐵道)
城野站（日语：／ Jōno eki */?），是一個位於福岡縣北九州市小倉南區富士見三丁目，北九州高速鐵道小倉線的鐵路車站。車站編號為06。

## 歴史
- 1985年（昭和60年）1月9日 - 開業。
- 2015年（平成27年）10月1日：可使用「mono SUGOCA」乘車[1]。

## 車站構造

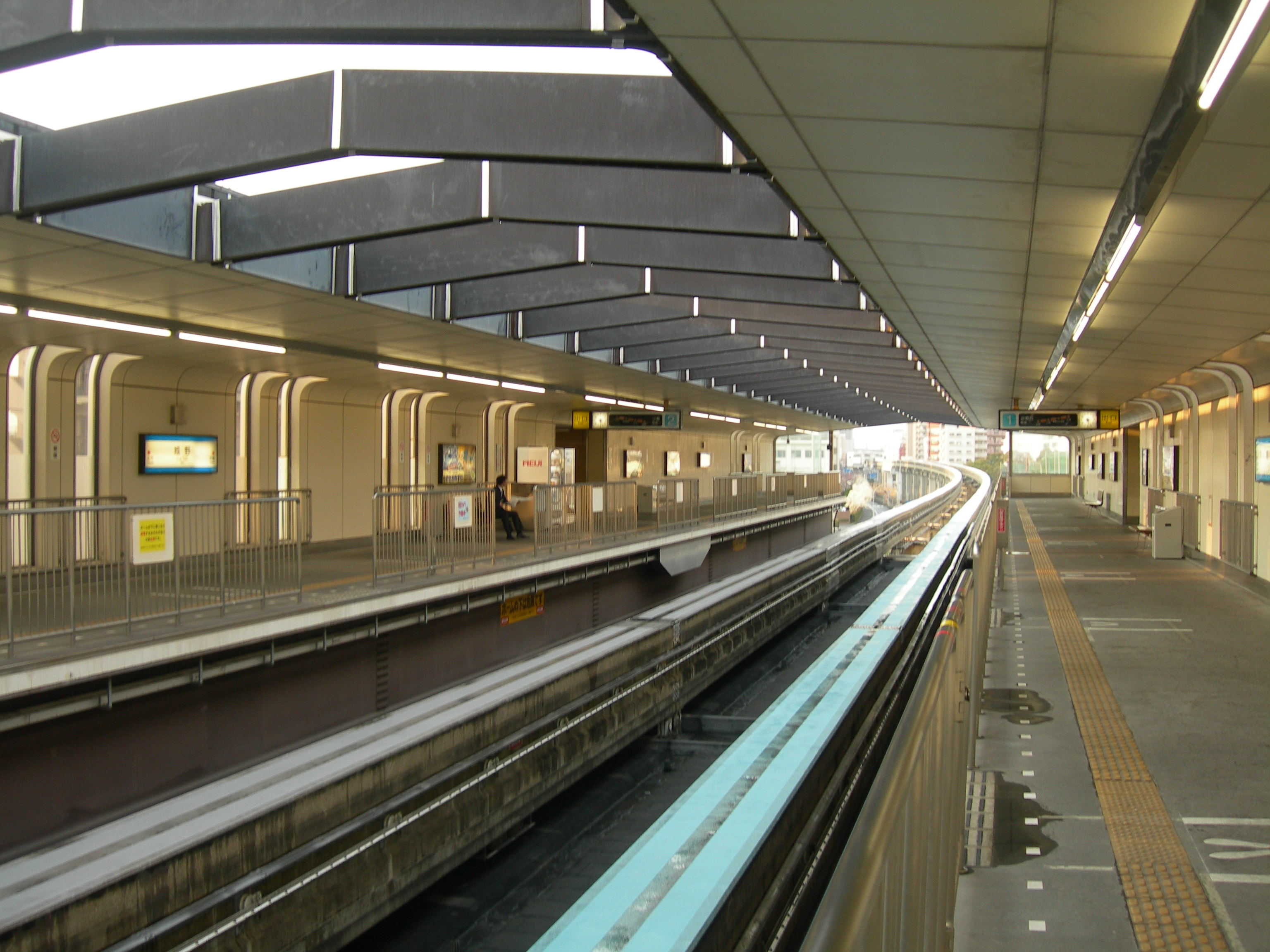
月台

側式月台2面2線的高架車站。
| 月台 | 路線    | 目的地                |
| ---- | ------- | --------------------- |
| 1    | ■小倉線 | 往 北方、志井、企救丘 |
| 2    | ■小倉線 | 往 旦過、小倉         |

## 使用狀況
2019年度1日平均上下車人次為2,180人，為全線最少。

## 車站周邊
- JR城野站 - 徒步約15分鐘（約800m）。
- 福岡縣立小倉商業高等學校
- 福岡縣立小倉南高等學校
- 北九州市立城南中學校
- 北九州市立城野小學校
- 北九州綜合醫院
- 福岡銀行 城野分行
- 北九州銀行 城野分行
- 西日本都市銀行 城野分行

## 鄰近車站
北九州高速鐵道
■小倉線
片野（05） - 城野（06） - 北方（07）

## 外部連結
北九州高速鐵道 – 城野站 （页面存档备份，存于）（日語）